# Công xưởng

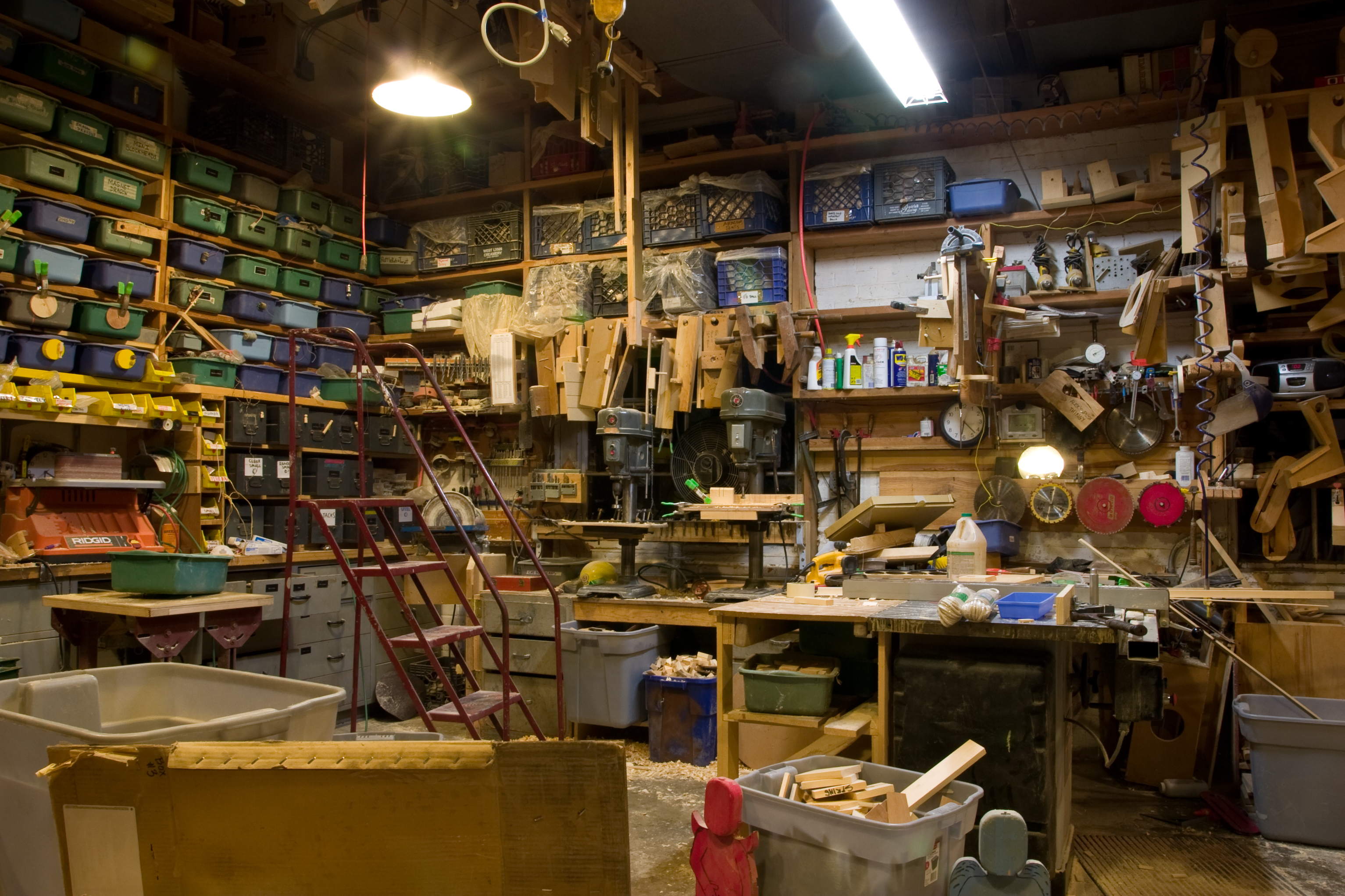
Nhà xưởng như một bảo tàng này có chứa các dụng cụ và kho dự trữ đã được sử dụng qua nhiều thập kỷ.

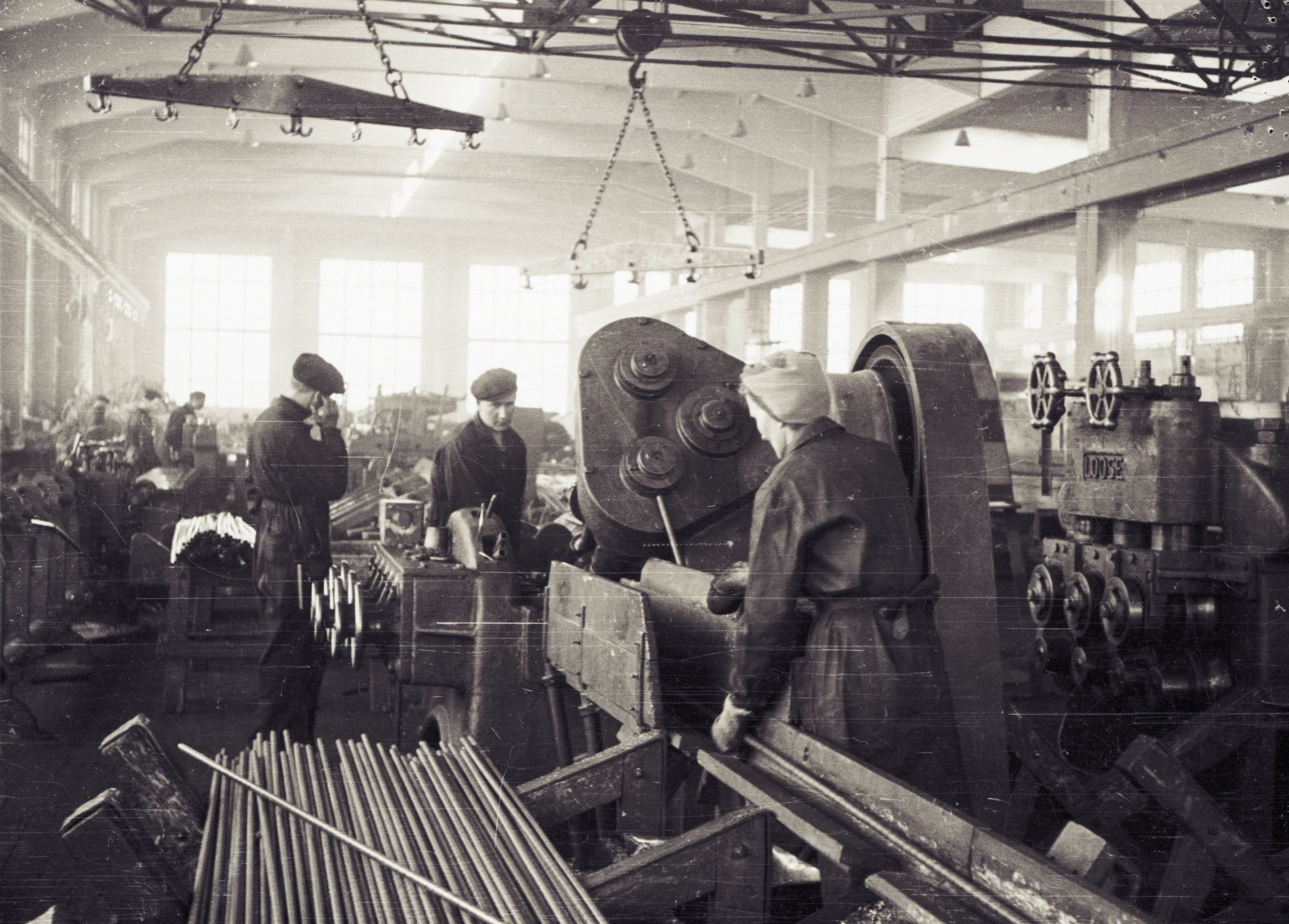
Tập thể công nhân cơ khí trong một công xưởng ở thành phố Tampere, Phần Lan năm 1955

Bắt đầu từ thời kỳ Cách mạng công nghiệp và kỷ nguyên công nghiệp hóa thì công xưởng, hay còn gọi là khu xưởng, nhà xưởng, phân xưởng (ở quy mô nhỏ hơn) hoặc đơn giản gọi là xưởng, có thể là một gian phòng, nhiều gian phòng hoặc một tòa nhà có chứa khu xưởng cũng như các dụng cụ (hoặc máy móc) cần thiết cho việc sản xuất chế biến, chế tạo hoặc sửa chữa vật phẩm hàng hóa đã qua công đoạn sản xuất. Công xưởng là những địa điểm sản xuất hàng loạt duy nhất cho đến khi quá trình công nghiệp hóa xuất hiện và người ta phát triển các nhà máy có quy mô lớn hơn. Trong thế kỷ 20 và 21, nhiều hộ gia đình ở phương Tây có thêm một nhà xưởng ở gara ôtô, tầng hầm hoặc công trình phụ nhà lán. Nhà xưởng quy mô gia đình điển hình thường có một bàn máy/bàn thợ, dụng cụ cầm tay, dao tiện thô, máy khoan và các đồ kim khí khác. Cùng với sự ứng dụng thực tế của việc sửa chữa vật phẩm, công xưởng cũng thường được sử dụng cho việc hàn nồi, chắp vá và tạo ra mẫu đầu tiên.